# Timmy Allen
Timmy Allen (Mesa, 9 gennaio 2000) è un cestista statunitense, professionista nella NBA e in Europa.

## Carriera
Dopo aver trascorso la carriera universitaria tra gli Utah Utes e i Texas Longhorns, nel 2023 viene inserito nel roster dei Memphis Hustle. Il 6 aprile 2024 firma un contratto di dieci giorni con i Memphis Grizzlies.
L'8 agosto seguente passa all'Ostenda; dopo aver vinto la Coppa del Belgio e il campionato belga, oltre a essere nominato MVP della BNXT League, il 3 luglio 2025 si trasferisce alla Trapani Shark.

## Palmarès

### Squadra
- Campionato belga: 1

Ostenda: 2024-2025
- Coppa del Belgio: 1

Ostenda: 2024-2025

### Individuale
- BNXT League MVP: 1

Ostenda: 2024-2025
- BNXT League First Team: 1

Ostenda: 2024-2025